# HMS Weymouth (könnyűcirkáló)
A HMS Weymouth a Brit Királyi Haditengerészet egyik Town osztályú könnyűcirkálója volt. A hajót az Armstrong Whitworth hajógyárában építették, ahonnan 1910. november 18-án bocsátották vízre. Ez a hajó volt a Weymouth alosztály névadó hajója.

## Története
A hajó részt vett az első világháborúban is. A háború elején a Földközi-tengeren állomásozó 2. könnyűcirkáló rajhoz volt beosztva. 1914 augusztusában a hajót átvezényelték az Indiai-óceánra, hogy levadássza a német SMS Emden cirkálót, amely nagy veszélyt jelentett a szövetséges kereskedőhajókra. 1915 februárjában a Weymouth Kelet-Afrika partjainál teljesített szolgálatot. Itt azt a feladatot kapta, hogy a kereskedelmi hajókra vadászó SMS Königsberg cirkálót semmisítse meg. A német cirkáló később csapdába került a Rufiji folyón, majd elsüllyesztették.
Ezek után a Weymouth visszatért a Földközi-tengerre, majd 1915 decemberében az Adriai-tengeren teljesített szolgálatot. Itt tartózkodása alatt részt vett a december 28-án és 29-én zajló durazzói csatában is. 1916-ban a cirkáló hazai vizekre került, és a Nagy Flotta 6. könnyűcirkáló rajához helyezték. 1917-ben áthelyezték a Földközi-tengerre, a Brindisiben állomásozó 8. cirkáló rajhoz. 1918. október 2-án, a Weymouth torpedótalálatot kapott a U-28 osztrák tengeralattjáróról, melynek következtében a hajó megsérült. Később a cirkálót megjavították, és túlélte a háborút. 1928. október 2-án ócskavasként eladták a Blyth-i Hughes Bolckownak.